# Mud Slide Slim and the Blue Horizon
Albums de James Taylor
James Taylor and the Original Flying Machine
(1971) One Man Dog
(1972)
Mud Slide Slim and the Blue Horizon  est un album de l'auteur-compositeur-interprète américain de folk rock James Taylor, paru en 1971.

## Présentation
L'album a été classé deuxième au Billboard en 1972 dans la catégorie folk-rock. La chanson "You've Got a Friend" a été classée première du Billboard en 1971 dans les catégories Adult Contemporary et Hot 100.
Extrait de "You've Got a Friend":
Ain't it good to know that you've got a friend
When people can be so cold
They'll hurt you, and desert you
And take your soul if you let them
Oh, but don't you let them
You just call out my name
And you know wherever I am
I'll come running to see you again
Winter, spring, summer or fall
All you have to do is call
And I'll be there
You've got a friend

## Titres
Les compositions sont de James Taylor, sauf indication contraire.
1. "Love Has Brought Me Around" – 2:41
2. "You've Got a Friend" (Carole King) – 4:28
3. "Places in My Past" – 2:01
4. "Riding on a Railroad" – 2:41
5. "Soldiers" – 1:13
6. "Mud Slide Slim" – 5:20
7. "Hey Mister, That's Me up on the Jukebox" – 3:46
8. "You Can Close Your Eyes" – 2:31
9. "Machine Gun Kelly" (Danny Kortchmar) – 2:37
10. "Long Ago and Far Away" – 2:20
11. "Let Me Ride" – 2:42
12. "Highway Song" – 3:51
13. "Isn't It Nice to Be Home Again" – 0:55

## Musiciens
- James Taylor - guitare, piano, chant
- Peter Asher - tambourin, chant
- Richard Greene - flûte
- Gail Haness - chant
- John Hartford - banjo
- Wayne Jackson - trompette
- Kevin Kelly - piano, accordéon
- Carole King - piano, chant
- Danny Kortchmar - guitare, conga
- Russ Kunkel - batterie, percussions
- Andrew Love - saxophone ténor
- Leland Sklar - basse
- Joni Mitchell - chant
- Kate Taylor - chant